# Héctor Murena
Héctor Alberto Álvarez Murena (auch H. A. Murena; * 1923 in Buenos Aires; † 1975 ebenda) war ein argentinischer Schriftsteller.
Murena studierte an der Universidad Nacional de La Plata und an der Universidad de Buenos Aires. Nach erfolgreichem Abschluss bekam er eine Anstellung bei der Tageszeitung „La Nación“ und machte dort u. a. auch die Bekanntschaft von Silvina Bullrich und Mateo Booz; zu einer wirklichen Zusammenarbeit kam es aber nie.
Murena schrieb später auch für Zeitungen bzw. Zeitschriften wie „Lettres Nouvelles“, „Sur“ u. a.

## Rezeption
Murena verfasste ein einziges Theaterstück „El juez“, das vom Publikum wie auch von der offiziellen Kritik hoch gelobt worden war. Darin behandelt er das Drama einer bürgerlichen Familie, die er aus ihrer Biedermeierlichkeit gerissen die Hölle erleben lässt.
In seiner Trilogie „Historica“ zeigt sich Murena ganz als Schüler Eduardo Malleas. Stilsicher, beängstigend rabulistisch und ironisch verfasst, gilt es als eines seiner wichtigsten Werke. Ein weiterer Zyklus, der allerdings unvollendet blieb, trägt den Titel „El sueño de la razón“ und ist eine Hommage an Francisco Goya.

## Werke (Auswahl)
Essays
- Ensayos sobre subversión. 1963.
- Homo atomicus. 1961.
- El nombre secreto. 1969.
- El pecado original de América. 1954.

Lyrik
- El círculo de los paraísos. 1958.
- El demonio de la armoría. 1964.
- El escándolo y el fuego. 1959.
- La vida nueva. 1951.

Romane
- Historia. Trilogia („La falidad de los cuerpos“, „Las leyes de la noche“, „Los herederos de la promesa“).
- Visiones de Babel.
- El sueño de löa razón.
- Epitalámica. 1969.
- Polispuercón. 1970.

als Übersetzer und Herausgeber
- Theodor Adorno
- Walter Benjamin
- Jürgen Habermas
- Max Horkheimer
- Herbert Marcuse
- Ezequiel Martínez Estrada